# Pâte sucrée
 (novembre 2016).
Si vous disposez d'ouvrages ou d'articles de référence ou si vous connaissez des sites web de qualité traitant du thème abordé ici, merci de compléter l'article en donnant les références utiles à sa vérifiabilité et en les liant à la section « Notes et références ».
Ne doit pas être confondu avec pâte à sucre.

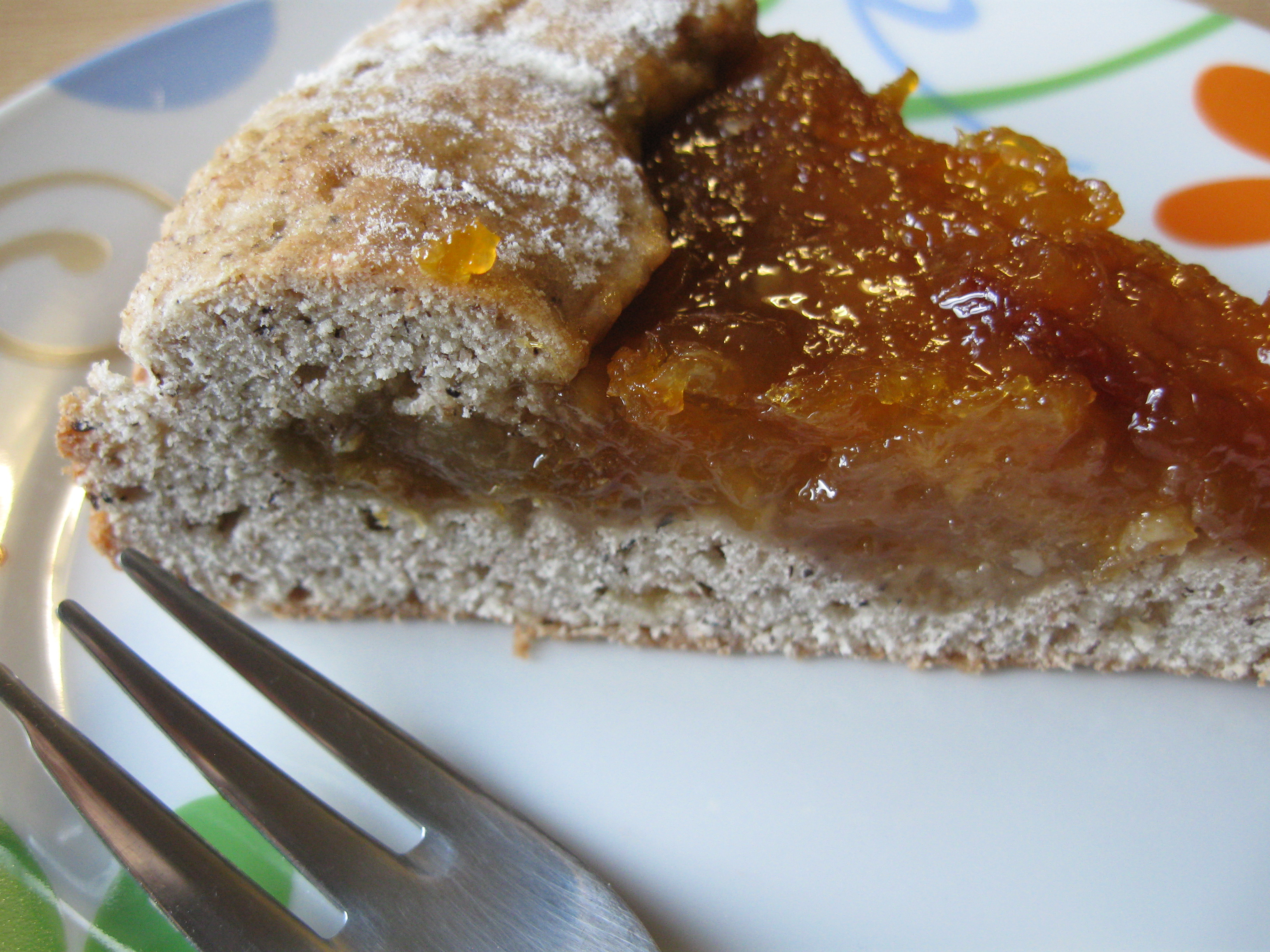
Pâte sucrée d'une crostata.

La pâte sucrée est l'une des pâtes de base de la pâtisserie. Elle est utilisée pour confectionner les fonds de tarte.
Elle est constituée d'œufs, de beurre, de farine, de sucre et de sel. Elle peut parfois contenir de la poudre de fruits secs (amandes, noisettes, pistaches, noix, cacao…).
Elle se différencie de la pâte sablée par le fait que le beurre est incorporé à la préparation par crémage et non par sablage : dans un premier temps, le beurre est travaillé seul pour constituer un beurre pommade puis il est mélangé avec la farine, le sucre et les œufs.